# Conrad Zellweger-Rechsteiner

Conrad Zellweger-Rechsteiner (1697)

Conrad Zellweger-Rechsteiner (* 14. November 1630 in Trogen; † 18. Januar 1705 ebenda; heimatberechtigt in Trogen) war ein Schweizer Textilunternehmer, Ratsherr und langjähriges Mitglied des Kleinen Rats aus dem Kanton Appenzell Ausserrhoden.

## Leben
Conrad Zellweger-Rechsteiner war ein Sohn von Johannes Zellweger, Wirt und Landesseckelmeister, und der Katharina Schiess. Er war der Bruder von Bartholome Zellweger. Er heiratete Anna Rechsteiner, Tochter des Johannes Rechsteiner. Ab 1650 war er Ratsherr von Trogen. Von 1668 bis 1681 amtierte er als Ausserrhoder Landesseckelmeister und ab 1681 bis 1702 als Landesstatthalter. Im Haus von Zellweger, der auch als Wirt tätig war, soll 1667 die erfolgreiche Leinwandschau eingerichtet worden sein. Spätestens ab 1675 betrieb Zellweger selber Leinwandhandel. Er war vor allem als Faktor für das Handelshaus Hutsch in Feldkirch tätig war. Er gilt mit seinem Sohn Conrad Zellweger als Begründer des Handelshauses Zellweger. Dieses war sehr vermögend und besass herrschaftliche Liegenschaften in Trogen. Um einer Wahl zum Landammann zu entgehen, blieb Zellweger 1698 der Landsgemeinde fern.